# الجمعية الوطنية لمرشدات هندوراس
الجمعية الوطنية لمرشدات هندوراس هي المنظمة الإرشادية الوطنية في هندوراس. تأسست في عام 1953، وأصبحت عضوا منتسبا في الرابطة العالمية للمرشدات وفتيات الكشافة في عام 1981 وعضو كامل العضوية في عام 2002. المنظمة للفتيات فقط وتضم 5,484 عضوة (اعتبارا من عام 2006).